# Kateřina Teplá
Kateřina Teplá (...) è un'ex sciatrice alpina ceca paralimpica, che ha rappresentato la Cecoslovacchia, e successivamente la Repubblica Ceca, nello sci alpino ai Giochi paralimpici invernali tra gli anni 1992 e 2002, vincendo nove medaglie, cinque ori e quattro argenti.

## Carriera
Due le medaglie vinte da Teplá ai V Giochi paralimpici invernali svolti ad Albertville nel 1992, entrambe d'argentoː nello slalom gigante e superG, in entrambe le gare superata dall'atleta austriaca Elisabeth Dos-Kellner.
Teplá è stata la vincitrice della medaglia d'oro in tre gare delle Paralimpiadi paralimpiche invernali 1998 a Nagano: slalom speciale B1,3 (tempo realizzato 2:14.85), slalom gigante (tempo 2:44.26) e superG (in 1:11.57). In discesa libera si è classificata al 2º posto (il tempo ottenuto è stato di 1:12.98, davanti a lei sul podio l'atleta spagnola Magda Amo in 1:11.65).
Alle Paralimpiadi invernali del 2002 a Salt Lake City ha vinto la medaglia d'oro in due gare: quella di slalom gigante (con il tempo di 2:20.25) e supergigante (in 1:15.60), arrivando invece seconda nella discesa libera in 1:26.73, dietro alla francese Pascale Casanova in 1:25.80.

## Palmarès

### Paralimpiadi
- 9 medaglie:
  - 5 ori (slalom speciale, slalom gigante e supergigante B1,3 a Nagano 1998; slalom gigante e supergigante B2-3 a Salt Lake City 2002)
  - 4 argenti (slalom gigante e supergigante B1-3 a Tignes 1992; discesa libera B1-3 a Nagano 1998; discesa libera B2-3 a Salt Lake City 2002)